# Muodoslompolo kyrka
Muodoslompolo kyrka är en kyrkobyggnad som tillhör Pajala församling i Luleå stift. Kyrkan ligger i samhället Muodoslompolo i Pajala kommun omkring en mil väster om Muonioälven och svensk-finska gränsen.

## Kyrkobyggnaden
Träkyrkan i nyklassisk stil byggdes 1864 - 1865 efter ritningar av Ludvig Hawerman. Ursprungligen uppfördes kyrkan som ett kapell i Muonionalusta vid Muonioälven, men 1925 flyttades kyrkan en mil till sin nuvarande plats. Året därpå genomfördes en renovering.
Restaureringar genomfördes också 1956 och 1987 under ledning av Bertil Mattsson respektive Birger Berggård.
Kyrkan består av ett timrat långhus med kor vid östra kortsidan. Öster om koret finns en vidbyggd sakristia av sten. Vid västra kortsidan finns kyrktornet som tillkom något senare än övriga kyrkan. Tornet kröns med lanternin och tornspira. Ytterväggarna är klädda med liggande panel.

## Inventarier
- Nuvarande altartavla är målad av Gerda Höglund och tillkom vid renoveringen 1926. Altartavlan ersatte ett enkelt kors.

### Fotnoter
1. ↑  ”Muodoslompolo kyrka”. Svenska kyrkan. https://www.svenskakyrkan.se/pajala/muodoslompolo-kyrka. Läst 15 oktober 2017.